# 外国語出版所
外国語出版所（がいこくごしゅっぱんしょ、ロシア語: Издательство иностранной литературы＝外国語文献出版所、英語: Foreign Languages Publishing House）は、ロシアの国立出版社で、ソビエト連邦の文献、小説、スペイン語、プロパガンダ、書籍を外国語で出版し、レーニンやスターリンなどの著書があった。本部はモスクワにあり、住所はジュコフスキー大通り21号にあった。1946年の創立で、1964年にはプログレス出版所とミール出版所に分割された。

## シリーズ
次の分野のシリーズがあった。
- 芸術関連
- 社会主義関連
- ロシア文学の古典[2]
- マルクス・レーニン主義関連
- ソビエト文学関連
- ソビエト短編小説
- 政治教育関連
- ソビエト芸術シリーズ
- 幼児のためのソビエト児童書[3]
- 青年のためのソビエト文学

## 参照項目
- プログレス出版所
- ミール出版所
- ナウカ (ロシアの出版社)
- 外文出版社 (中華人民共和国)
- 外国文総合出版社 (朝鮮人民共和国)